# Meir Dagan
Meir Dagan (in ebraico מאיר דגן‎?; Cherson, 30 gennaio 1945 – 17 marzo 2016) è stato un generale e agente segreto israeliano, direttore del Mossad, nato in Unione Sovietica ed emigrato in Israele nella sua prima infanzia.
Dagan fu nominato capo del Mossad da Ariel Sharon nell'agosto 2002, al posto del precedente Ephraim Halevy, con mandato fino al 2007, poi prorogato fino al 2011.
È stato presidente onorario della Black Cube nei primi anni di attività, sino alla sua morte avvenuta nel 2016.